# Džon Lažoa
Džonatan „Džon“ Lažоа ( IPA: ; fr. Jonathan Jon Lajoie) je kanadski komičar i glumac iz Montreala (Kanada) koji je stekao brojno sledbeništvo zbog svojih internet video klipova iz 2008. Mnogi od njegovih videa pogledani su više od nekoliko miliona puta, uključujući Everyday Normal Guy, 2 Girls 1 Cup Song, Rapist Glasses i Show Me Your Genitals. Rođen i odrastao u Sent-Hjubertu (Kvebek) Lažoa je diplomirao pozorišni program na koledžu Doson (Dawson College) 2001. godine. Od 2002. glumio je anglofonskog muzičara po imenu Tomas Edison (Thomas Edison) u frankofonskoj sapunskoj operi L'auberge du chien noir na Radio-Kanadi (Radio-Canada).
Tokom intervjua s Kristijan Šaret (Christiane Charette) za Première Chaîne, Lažoa je izjavio da su Vil Ferel (Will Ferrell) i Adam Makej (Adam McKay), glavni scenarista Saturday Night Live tokom pet godina, priznali da su veliki fanovi njegovog rada tokom njegove nedavne posete Los Anđelesu gde je imao priliku da lično upozna Ferela i Makeja. Lažoa je dodao i to da producenti iz HBO-a u Los Anđelesu žele da igra u novoj TV seriji.

## Videografija
| - -{2 Girls 1 Cup Song - "Being Gay" Commercial - Breathing Commercial - Brent Horst: Politician - Cold Blooded Christmas - Dating Tape - Everyday Normal Guy - Everyday Normal Guy 2 - Friends With God - High As F#%k}- | - -{Mainstream Media Commercial - Mysteries Of The Universe - Not Giving A F#%k - Pedophile Beards - Pierre Trudeau... - Pointless Profanity - Pointless Profanity Ep. 2 - Rapist Glasses - Saturday Night Webcam Party}- | - '-{'Show Me Your Genitals - Show Me Your Genitals 2: E=MC Vagina - Song For Britney - Stay At Home Dad - Sunday Afternoon - The Bastard Breaks Up Again - The Bastard Breakup - The News With Shakespeare - VORCLAW - Why Did You Leave Me?}- |

## Spoljašnje veze
- - Zvanični sajt
- Архивирано на веб-сајту  (6. септембар 2008)
- Džon Lažoa na sajtu  (jezik: engleski)

- Džon Lažoa на веб-сајту  (језик: енглески)